# 長谷雄幸久
長谷雄 幸久（はせお ゆきひさ、1933年8月14日 ‐ 2013年12月9日） は、日本の政治家。公明党衆議院議員（2期）。弁護士。

## 経歴
大分県別府市出身。1961年日本大学法学部卒。卒業後は東京銀行に勤務する。その後、司法試験に合格し、弁護士になる。1976年の第34回衆議院議員総選挙で東京11区から公明党公認で立候補して初当選。2期務める。1980年の第36回衆議院議員総選挙で落選。政界を引退した。落選後は特許事務所を開いた。2013年死去。